# Thomas Bronnec
Œuvres principales
- Les Initiés

Thomas Bronnec, né en 1976 à Brest, est un journaliste et écrivain français.

## Biographie
Thomas Bronnec est journaliste à Ouest-France depuis janvier 2017, chargé des contenus premium pour les abonnés numériques. Avant cela, de 2012 à 2017, il a occupé le poste de chef des informations à France Info TV. Il est également passé par L’Express, et L'Expansion.
Il s'est fait une spécialité du polar politique. Il fait ainsi vivre « les coulisses du pouvoir, les hommes de l'ombre, les accords secrets, et autres pièges tendus à ceux qui prétendent accéder aux sommets. »
Dans Collapsus (2022), il imagine une dictature écologique dont le président se bat pour sauver le monde faisant fi de la majorité qui refuse de suivre, n'hésitant pas à envisager d'en sacrifier une partie. Ce gourou écologiste commence à mettre en place des mesures drastiques pour lutter contre le réchauffement climatique : « covoiturage obligatoire, indice écologique individuel, incluant le nombre des naissances et les modes de consommation. » Suit bientôt l'ouverture de centres de rééducation idéologique pour traiter les réfractaires de plus en plus nombreux,.

## Œuvres
- Léo l’ivresse, Ouest-France, coll. « Latitude ouest », 2001, 121 p.  (ISBN 2-7373-2732-6)
- Bercy, au cœur du pouvoir. Enquête sur le Ministère des finances[6],[7], Denoël, coll. « Impacts », 2011, 282 p.  (ISBN 978-2-207-26144-6)Écrit avec Laurent Fargues.

### Romans policiers
- La Fille du Hạnh Hoa, Payot & Rivages, coll. « Rivages/Noir », 2012, 319 p.  (ISBN 978-2-7436-2382-1)
- Les Initiés[8],[9],[10], Gallimard, coll. « Série noire », 2015, 256 p.  (ISBN 978-2-07-014760-1)Réédition, Gallimard, coll. « Folio policier » no 822, 2017, 304 p. (ISBN 978-2-07-270231-0)
- En pays conquis, Gallimard, coll. « Série noire », 2017, 240 p.  (ISBN 978-2-07-270994-4)Réédition, Gallimard, coll. « Folio policier » no 873, 2019, 288 p. (ISBN 978-2-07-282947-5)
- La Meute, Les Arènes, coll. « Equinox », 2019, 432 p.  (ISBN 978-2711201570)Réédition, Gallimard, coll. « Folio policier » no 968, 2022 (ISBN 978-2-07-299260-5)
- Collapsus, Gallimard, coll. « Série noire », 2022, 480 p.  (ISBN 978-2-07-297509-7)Réédition, Gallimard, coll. « Folio policier » no 1002, 2023 (ISBN 978-2-07-303995-8)
- Coliseum, Gallimard, coll. « Série noire », 2024

## Documentaires
- Les Fantômes de My Lai, avec Jean Crépu, 2009[11]
- Le Monde en face. Une pieuvre nommée Bercy, avec Jean Crépu et Laurent Fargues, 2011[12]
- Ces conseillers qui nous gouvernent, avec Jean Crépu et Laurent Fargues, diffusé pour la première fois en 2016[13]

## Prix et nominations
- En pays conquis sélectionné pour le prix SNCF du polar 2019[14]